# Termoklina

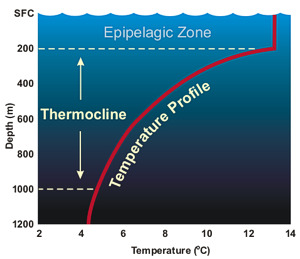

Termoklina (metalimnion, warstwa skoku termicznego) – w stratyfikowanych zbiornikach wodnych warstwa wody, w której następuje szybka zmiana temperatury wraz ze wzrostem głębokości. Powyżej i poniżej termokliny zmiany temperatury są mniej zauważalne.
Według różnych definicji może oznaczać warstwę, w której następuje zmiana temperatury co najmniej 1 °C na metr lub względnie najszybsza zmiana temperatury. W jeziorach polskich występuje w lecie najczęściej na głębokości 7-8 m, jednakże późną wiosną przy szybkim wzroście temperatury powietrza może wystąpić nawet na głębokości poniżej 1 m.
Pojęcia termoklina i metalimnion często uznawane są za synonimy.